# Sō Kitamura
Sō Kitamura (jap. 北村 想, Kitamura Sō, wirklicher Name: Kitamura Kiyoshi, (北村 清司); * 5. Juli 1952 in Ōtsu, Präfektur Shiga) ist ein japanischer Dramatiker und Essayist.

## Leben
Mit der Hilfe von Freunden schlich er sich an der Chūkyō Universität in Nagoya ein, besuchte den Theaterclub und begann Bühnenstücke zu schreiben. 1976 gründete er die Theatergruppe „TPO Shi-dan“ (TPO師★団). Nach deren Auflösung gründete er die Theatergruppe „Suisei '86“ (彗星’86, 1982–1986) und „Project Nav“ (1986–2003)
Von 2006 bis 2007 arbeitete Kitamura als Direktor des „Center for Creation of Art for Citizens“ in Kusatsu. Gegenwärtig ist er als Freiberufler tätig und hat bisher ca. 140 Bühnenstücke geschrieben.
1984 wurde er für 11-nin no shōnen (十一人の少年, Eleven Boys) mit dem Kishida-Kunio-Preis ausgezeichnet. 1990 erhielt er den Kinokuniya-Theater-Preis.

## Werke (Auswahl)
- Hogi uta (寿歌, Ode an die Freude), 4 Akte, EA: 1979
- Ano yama~waga natsu wa eikyu ni megurinu patio nite~ (あの山～我が夏は永久にめぐりぬパティオにて～, That Mountain: On the Patio Our Summer Won’t Last Forever), Einakter, EA: 2005